# Volvo 8700
Der Volvo 8700 war ein Linienbusmodell, das Volvo zwischen 2002 und 2011 anbot. Die Karosserie wurde bei Carrus in Breslau (Polen) hergestellt. Der 8700 war höher als der technisch verwandte Niederflurbus Volvo 7700. Der 8700 kam daher auch als Überlandbus zum Einsatz. Als 8700 LE unterschied er sich unter anderem hierfür von der Stadtbusversion durch Sicherheitsgurte für die Passagiere.
Neben der zweiachsigen Version gab es auch eine längere dreiachsige Version. Der Volvo-DH12D-Dieselmotor wurde standardmäßig als Heckmotor eingebaut, auf Wunsch jedoch auch als Mittelmotor in Unterflurbauweise. Bei letzterer Version war insgesamt mehr Ladevolumen möglich mit höherem Fahrkomfort durch bessere Gewichtsverteilung. Die Kraftübertragung des Motors erfolgte durch ein ZF 6-Gang-Schaltgetriebe oder durch das von Voith produzierte 8-Stufen-Volvo-i-Shift-Automatikgetriebe.
Im Jahr 2011 wurde der Volvo 8700 durch den Volvo 8900 ersetzt.

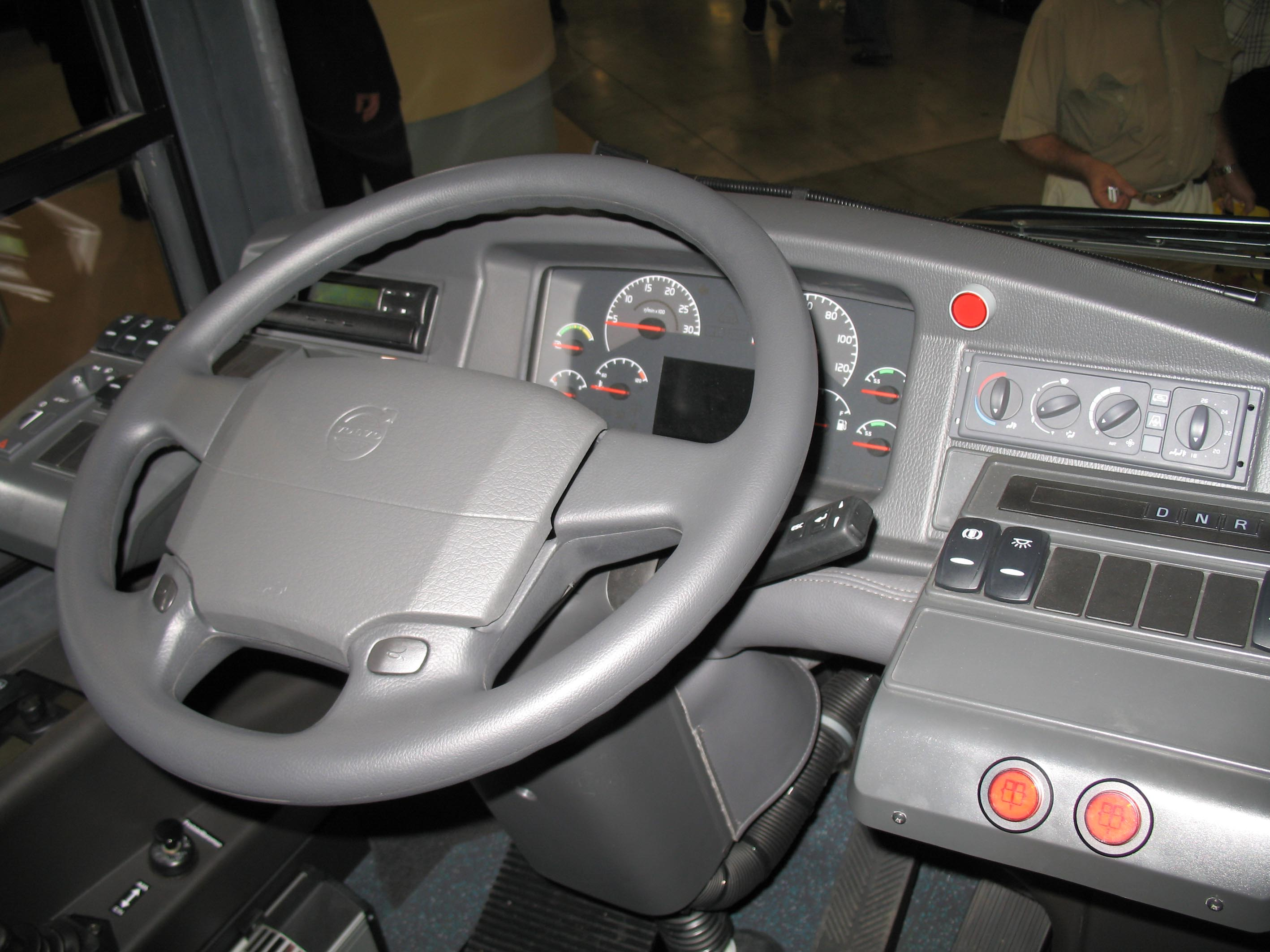
Cockpit
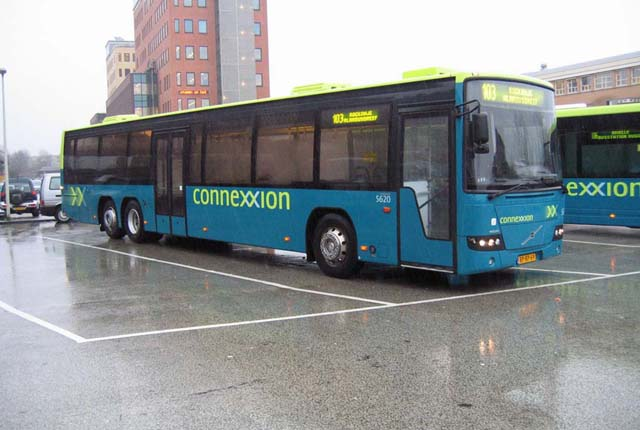
Volvo 8700 Dreiachser